# Roompot (vaargeul)
De Roompot is een betonde vaargeul in de monding van de Oosterschelde en ook in de Oosterschelde. Hij begint ten westen van Stavenisse, waar het Keeten en het Brabantsche Vaarwater samenkomen. Ter hoogte van de Zeelandbrug en Zierikzee is hij de noordelijkste geul, en loopt hij dichtbij de zuidkust van Schouwen-Duiveland. Voorbij Zierikzee maakt de geul de oversteek naar Noord-Beveland aan de andere oever van de Oosterschelde. Vanaf daar loopt de geul ten noorden van de kust van Walcheren westwaarts om uit te monden in de Noordzee (aanloop naar het Oostgat) waar de vaargeul Oude Roompot begint. Ten noorden van Oostkapelle splitst de vaargeul Domburger Rassen zich af die een zuidelijker route naar het Oostgat geeft.
Het deel ten noorden van Noord-Beveland en verder landinwaarts (is Oosterschelde), kan sinds 1986 worden afgesloten door middel van de Oosterscheldekering. De scheepvaart kan de geul sindsdien nog slechts gebruiken via de Roompotsluis. 
De vaargeul Roompot west van de Oosterscheldekering is te gebruiken voor schepen tot en met CEMT-klasse IV, ten oosten van de kering in de Oosterschelde is het CEMT-klasse VIb. De diepte in de vaargeul in de Oosterschelde is van -48,8 tot -7,0 meter t.o.v. NAP.
Het water is zeewater en dus zout en heeft een getij. 
De Roompot ten westen van de stormvloedkering is onderdeel van het Natura 2000-gebied Voordelta. De Roompot ten oosten van de stormvloedkering is onderdeel van het Natura 2000-gebied Oosterschelde.
Het is het meest waarschijnlijk dat de naam "Roompot" een beschrijvende naam van de mond van de rivier is. Een speculatieve hypothese over een andere mogelijke herkomst leidt tot Romanorum Portus (Romeinse haven), een haven uit de Romeinse tijd waar zeevaarders vertrokken voor overtochten naar Britannia en voor kustvaarten richting het zuiden (naar Frankrijk, Iberië en de Middellandse Zee).
In 1853 zonk hier het gelijknamige zeilschip Roompot. Enkele kilometers landinwaarts zuid van de vaargeul, bevindt zich het vakantiepark "Roompot", dat door de jaren heen tot een internationale keten van vakantieparken is uitgegroeid.